# Sergio Órteman
Sergio Daniel Órteman Rodríguez (Montevideo, 29 de septiembre de 1978) es un exfutbolista y entrenador uruguayo nacionalizado paraguayo. Como jugador se desempeñaba en la demarcación de centrocampista y destacó en el Club Olimpia de Paraguay y en el Club Atlético Boca Juniors de Argentina.
Actualmente dirige a Sportivo San Lorenzo de la División Intermedia de Paraguay.
Con el Sportivo San Lorenzo 2018 logró el ascenso a la Primera División, y se consagró campeón de la Copa Libertadores de América con los clubes Olimpia de Paraguay y Boca Juniors de Argentina.

## Trayectoria

### Como jugador
Debutó en 1997 en el Central Español de Uruguay. En el clausura 2001 pasó al Olimpia de Paraguay donde ganó con el club la Copa Libertadores de 2002 momento en que explotó en su carrera como futbolista (siendo seleccionado como el mejor jugador de la final), pero perdiendo la Copa Intercontinental en Japón contra el Real Madrid de España.
Al año siguiente 2003 ganó la Recopa Sudamericana con el Olimpia al ganarle en la final a San Lorenzo de Almagro de Argentina.
En el 2004 pasó a Independiente. En la temporada 2005-06 estuvo un semestre en el Atlas de Guadalajara para luego regresar al equipo argentino en el segundo semestre. Fue luego fichado por Boca Juniors, equipo con el cual volvió a ganar la Copa Libertadores en 2007, con pocas apariciones pero ganando gran notoriedad en los partidos de Semifinal y la Final que disputó contra Grêmio de Porto Alegre.
En la temporada 2007-2008 jugó cedido en el Istanbul BB de Turquía y en el Racing de Santander de España.
El 13 de julio de 2008 pasó cedido al Grêmio de Porto Alegre de la Serie A de Brasil.
En agosto de 2009, volvió a Uruguay para formar parte del Club Atlético Peñarol, consiguiendo el campeonato uruguayo de la temporada 2009-2010.
En mayo del 2010 fue fichado por el Querétaro de México para luego volver al Olimpia a fines de diciembre del mismo año donde es ídolo y considerado popularmente como uno de los mejores jugadores de la historia del club, tras un comienzo flojo por la falta de ritmo, se erigió como el líder, capitán y principal figura para lograr campeonar a nivel local, objetivo que no lograba el club desde el 2000. Desde entonces es proclamado mejor jugador por la hinchada de Olimpia.
En 2012, estando presente en el Club Olimpia, fue separado del club por supuestos actos de indisciplina, en una concentración previa a un partido por el Torneo local junto a los jugadores Vladimir Marin y Adrian Romero. Después de una semana, el técnico Gerardo  Pelusso, decidió con Marcelo Recanate presidente del club, rescindir su contrato. El 27 de junio de 2012 es presentado en filas del club Guaraní de Paraguay, firmando un año de contrato. El 12 de julio de 2013 llega a un acuerdo con el  Olimpia de Paraguay para jugar el Torneo Clausura, firmando un contrato por dos años y siendo este su tercer ciclo en la entidad decana.
En enero de 2015 confirmó su traspaso al Club Sportivo San Lorenzo de la Primera División de Paraguay, que se convirtió en su último club como jugador.

### Como entrenador
A mediados de abril de 2016 inicia su carrera como entrenador, en el club Olimpia de Itá, de la Segunda División del fútbol paraguayo. En junio de ese mismo año pasó a dirigir al club Capitán Figari de la Tercera División de Paraguay. 
A principios de la temporada 2017 asume la dirección del club Sportivo San Lorenzo de la Tercera División de Paraguay, consagrándose campeón de dicha categoría y logrando el ascenso a la Segunda División de Paraguay.
En el 2018 otra vez al frente del Sportivo San Lorenzo logra el subcampeonato y el ascenso a la Primera División de Paraguay. A finales de octubre de 2018 se aseguró la continuidad al frente del equipo de cara a la temporada 2019.

## Vida personal
Órteman está casado, y tiene 4 hijos. Su esposa es Beatriz Insua y sus hijos Tobias, Filippo, Íker y Airam

## Estilo de juego
Sergio Órteman se destacó como jugador por su estilo de juego metódico y reflexivo. Exhibió una notable precisión en sus pases y desempeñó un papel fundamental durante su tiempo en el Club Olimpia, siendo una fuente constante de generación de oportunidades de gol y destacándose en la recuperación de balones. En términos físicos, mantenía una buena potencia, aunque carecía de velocidad y agilidad en sus características atléticas.

## Clubes

### Como jugador
| Club                         | País      | Año       |
| ---------------------------- | --------- | --------- |
| Central Español F. C.        | Uruguay   | 1997-2001 |
| Club Olimpia                 | Paraguay  | 2001‐2004 |
| C. A. Independiente          | Argentina | 2004-2005 |
| Atlas de Guadalajara         | México    | 2006      |
| C. A. Independiente          | Argentina | 2006      |
| C. A. Boca Juniors           | Argentina | 2007      |
| İstanbul B. B. (cedido)      | Turquía   | 2007      |
| Racing de Santander (cedido) | España    | 2008      |
| Grêmio F. B. P. A.           | Brasil    | 2008-2009 |
| C. A. Peñarol                | Uruguay   | 2009-2010 |
| Querétaro F. C.              | México    | 2010      |
| Club Olimpia                 | Paraguay  | 2011-2012 |
| Club Guaraní                 | Paraguay  | 2012-2013 |
| Club Olimpia                 | Paraguay  | 2013      |
| C. A. Peñarol                | Uruguay   | 2014      |
| Sportivo San Lorenzo         | Paraguay  | 2015      |

### Estadísticas como entrenador
| Club                 | País     | Año               |
| -------------------- | -------- | ----------------- |
| Olimpia Itá          | Paraguay | 2016              |
| Capitán Figari       | Paraguay | 2016              |
| Sportivo San Lorenzo | Paraguay | 2017 - 2020       |
| Sol de América       | Paraguay | 2020              |
| Olimpia              | Paraguay | 2021              |
| 12 de Octubre        | Paraguay | 2022              |
| Resistencia          | Paraguay | 2023              |
| Aurora               | Bolivia  | 2024              |
| Sportivo San Lorenzo | Paraguay | 2025 - Actualidad |

## Palmarés

### Como jugador

#### Títulos nacionales
| Título              | Club          | País     | Año    |
| ------------------- | ------------- | -------- | ------ |
| Campeonato Uruguayo | C. A. Peñarol | Uruguay  | 2010   |
| Primera División    | C. Olimpia    | Paraguay | C-2011 |

#### Títulos internacionales
| Título              | Club               | Sede         | Año  |
| ------------------- | ------------------ | ------------ | ---- |
| Copa Libertadores   | C. Olimpia         | São Paulo    | 2002 |
| Recopa Sudamericana | C. Olimpia         | Los Ángeles  | 2003 |
| Copa Libertadores   | C. A. Boca Juniors | Porto Alegre | 2007 |

#### Distinciones individuales
| Distinción                                        | Año    |
| ------------------------------------------------- | ------ |
| Mejor Jugador de la final de la Copa Libertadores | 2002   |
| Mejor Jugador de la Primera División de Paraguay  | C-2011 |

### Como entrenador

#### Títulos nacionales
| Título           | Club              | País     | Año  |
| ---------------- | ----------------- | -------- | ---- |
| Tercera División | C. S. San Lorenzo | Paraguay | 2017 |